# 大坪林 (新北市)
大坪林是台灣新北市新店區內，接近臺北市的平原地區之總稱，也是全區行政中心所在地，位於新店溪東岸、景美溪南岸，為新店區境內最主要的平原地帶。可細分為新店、七張、十二張、十四張、二十張、寶斗厝等傳統聚落，後五者習稱「大坪林五庄」。1999年臺北捷運新店線之大坪林站啟用後，常用於代稱車站周邊的二十張及寶斗厝。

## 地理
大坪林的東南方為石碇山群，另外的三邊則是由新店溪與景美溪所環繞。而大坪林本身，則是一個海拔約有10公尺左右起伏的河川沖積平原地帶。

## 歷史
1753年，大坪林一位名為蕭妙興的業主提供了土地供郭錫瑠等人所帶領的墾戶鑿大坪林圳，並在1760年代完成。

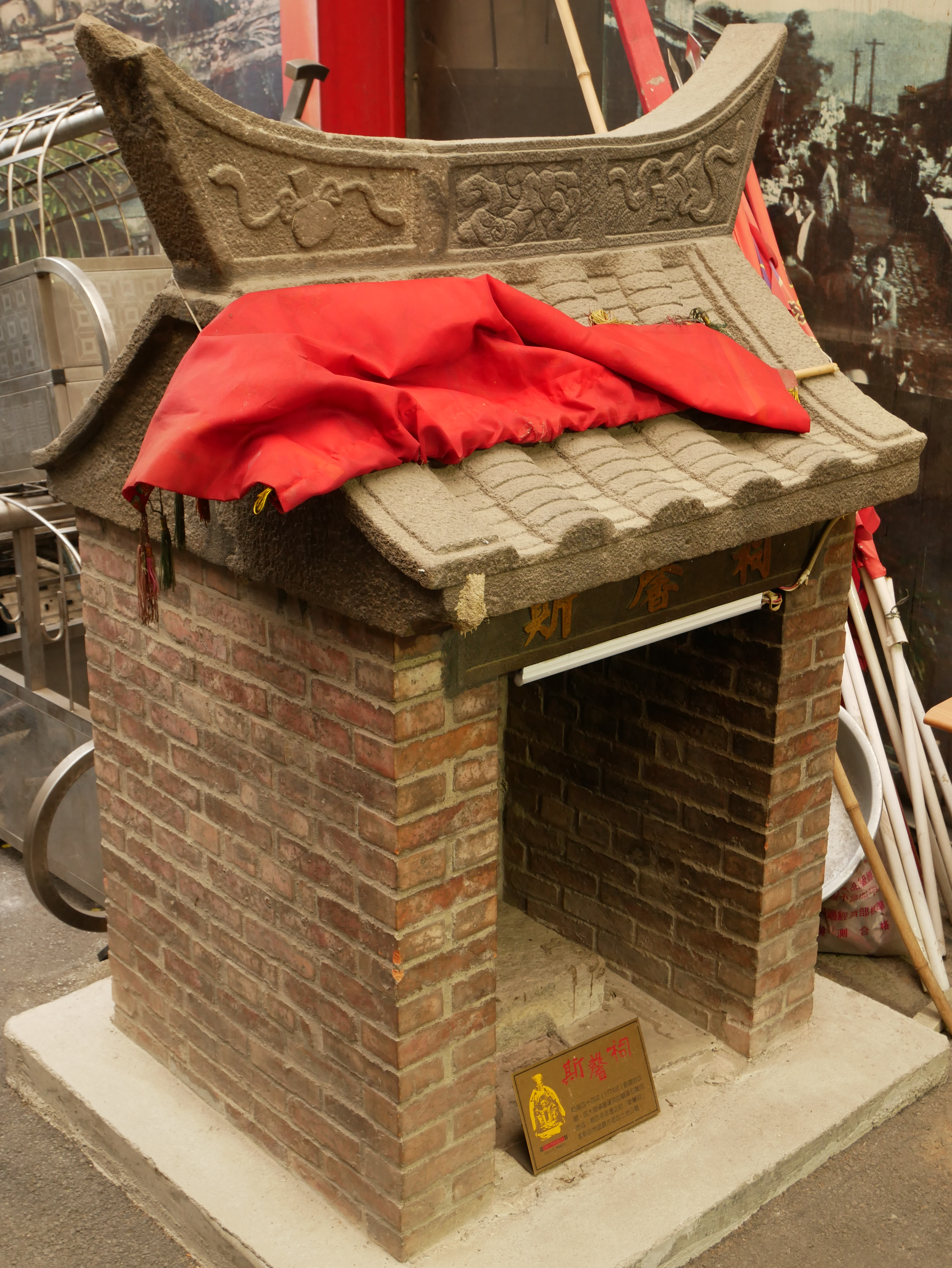
十四張斯馨祠

台灣清治末期，大坪林地區為一街庄，稱為「大坪林庄」，隸屬於文山堡。該庄北與秀朗庄、萬盛庄為鄰，東北及東與內湖庄為鄰，東南邊為青潭庄，南邊為直潭庄，西南邊及西邊為安坑庄。
1901年（日治明治三十四年）11月，該庄隸屬於深坑廳，拆分編入第二區、第四區。1903年（明治三十六年）4月，第二區改稱「大坪林區」；第四區拆出青潭庄的蕃薯寮土名，其餘改稱「新店區」。1920年（大正九年），該庄改制並改名為「大坪林」大字，隸屬於臺北州文山郡新店街，大字下有「新店」、「七張」、「寶斗厝」、「二十張」、「十二張」、「十四張」小字名。1935年，該大字有常住人口7145人。
戰後新店街改制為新店鎮，隸屬於臺北縣文山區，而大坪林大字拆分改制為新店、張南、張北、百忍、江陵、寶斗6里。2010年12月，臺北縣升格為新北市，新店市改制為新店區，原大坪林地區共分38里。
日治時期的大坪林庄，相較於今日行政區，其範圍大致包括大鵬里、忠孝里、復興里、信義里、新和里東半部、永安里不含西部邊界地帶、安和里陽光運動公園東北側、中山里、和平里、江陵里、大豐里、大同里、明德里、寶安里、寶興里、寶福里、新安里、張北里、忠誠里、仁愛里、國豐里、建國里、百和里、中央里、福德里、福民里、百忍里、百福里、中正里、中華里、新德里、新生里、張南里、新店里、五峰里、文明里、中興里、廣明里、文中里、國校里不含東部、長春里西北半部。

## 交通
- 日治時期已有私鐵臺北鐵道株式會社經營萬華站—新店站的傳統鐵路縱貫大坪林地區，設站較今日臺北捷運更多。戰後改由臺灣鐵路管理局經營，稱為臺鐵新店線，於1965年停駛。
- 現行臺北捷運新店線、小碧潭支線全線皆位於本區之內；環狀線第一階段則於本區設有十四張站、大坪林站。
- 北新路屬於省道台9線的一部分，大致以縱向穿越大坪林地區中部，由此往南轉東可前往坪林、礁溪、宜蘭、羅東等地，往北可接羅斯福路前往景美、台北等地。

## 廟宇
- 十四張斯馨祠（土地祠）
- 新店大坪林泰山巖顯應祖師廟（祖師廟）
- 新店進寶殿（董公廟）
- 新店寶安宮（土地廟）
- 新店五府宮（五王廟）